# René Queyroux
René Queyroux (Halluin, 22 dicembre 1927 – Lione, 10 agosto 2002) è stato uno schermidore francese, vincitore di una medaglia di bronzo nella scherma ai giochi olimpici.